# Dienstvorschrift

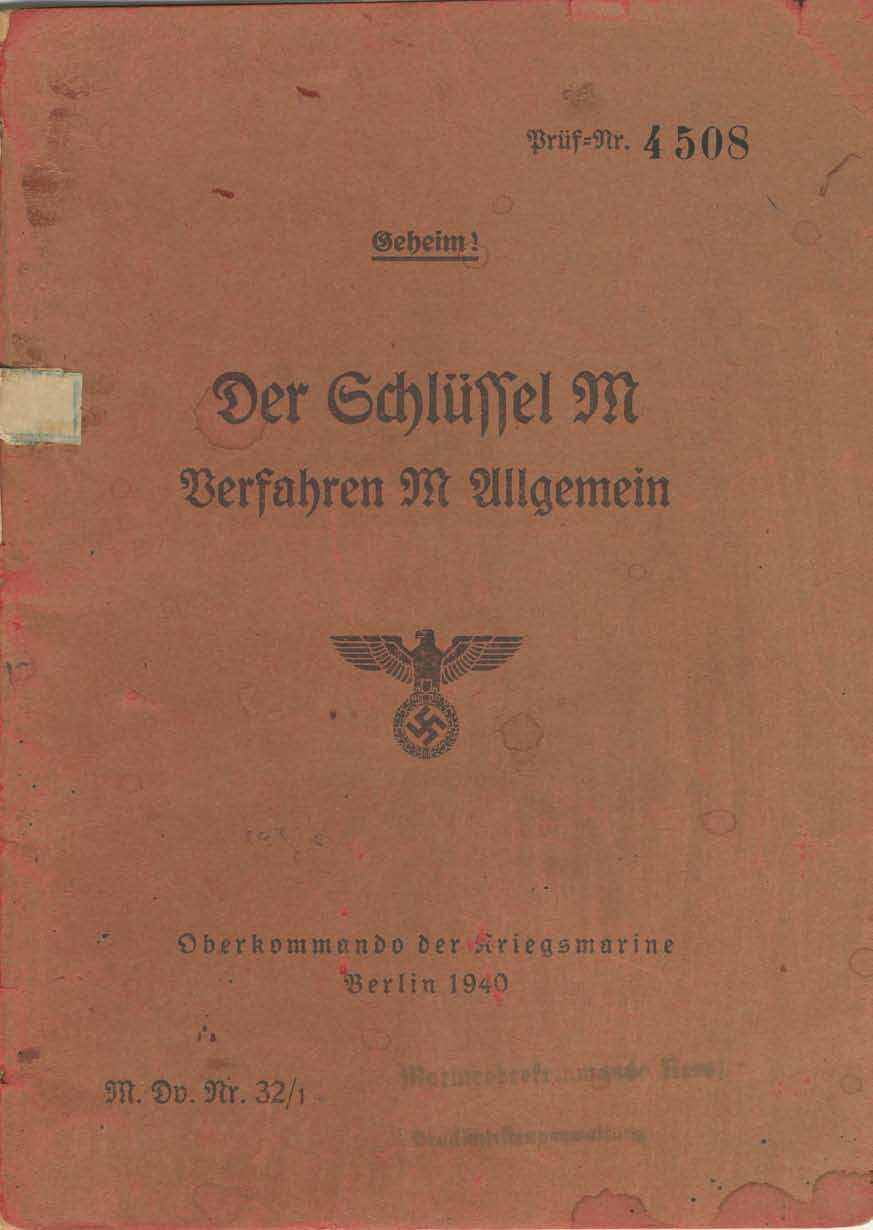
Geheime Marine-Druckvorschrift (M.Dv.) zur Verschlüsselung – 1940

Vorschrift der Luftwaffe – 1940

Dienstvorschriften sind Regelungen zur Organisation und Durchführung bestimmter Dienste. Sie konkretisieren meist allgemeine Rechtsnormen durch Auslegung unter Einbeziehung der Rechtsprechung.
Der Begriff ist unter anderem im Militärwesen gebräuchlich. Zur Zeit des Kaiserreiches wurde eine Reglementierung der militärischen Abläufe durch Vorschriften eingeführt und bis zum Ende des Zweiten Weltkrieges stark erweitert.
In der Bundesrepublik Deutschland werden Verordnungen im Geschäftsbereich des Bundesministers der Verteidigung, die einen bestimmten militärischen Dienst der Bundeswehr regeln, als zentrale Dienstvorschriften (ZDv), die für die Teilstreitkräfte Heer, Luftwaffe und Marine als „HDv“, „LDv“ bzw. „MDv“ bezeichnet. Darüber hinaus gibt es technische Dienstvorschriften (TDv).
Im Geschäftsbereich des Bundesinnenministeriums bzw. der Innenministerien der Länder finden sich Dienstvorschriften im Bereich des Bundesgrenzschutzes (GDV), der Polizeien (PDV), der Feuerwehren (FwDV) und des Technischen Hilfswerks (THW DV). Bis zur Privatisierung wurden verbindliche Regelungen auch im Verkehrswesen in Dienstvorschriften (Deutsches Reich und DDR: Deutsche Reichsbahn; Deutsche Reichspost bzw. Deutsche Bundespost) bzw. Druckschriften (Bundesrepublik Deutschland: Deutsche Bundesbahn) festgelegt.
Im Geschäftsbereich des Bundesministeriums der Finanzen sind die Vorschriften in der E-VSF (Elektronische Vorschriftensammlung Bundesfinanzverwaltung) zusammengefasst; z. B. trägt die Dienstvorschrift zur Anwendung der Abgabenordnung im Bereich der Zollverwaltung (AO-DV Zoll) dort die Kennung S 03 00.
Aber auch die Katholische Kirche kennt den Begriff Dienstvorschrift, als Beispiel wird auf den unten stehenden Link (Vatikan) verwiesen.